# 501

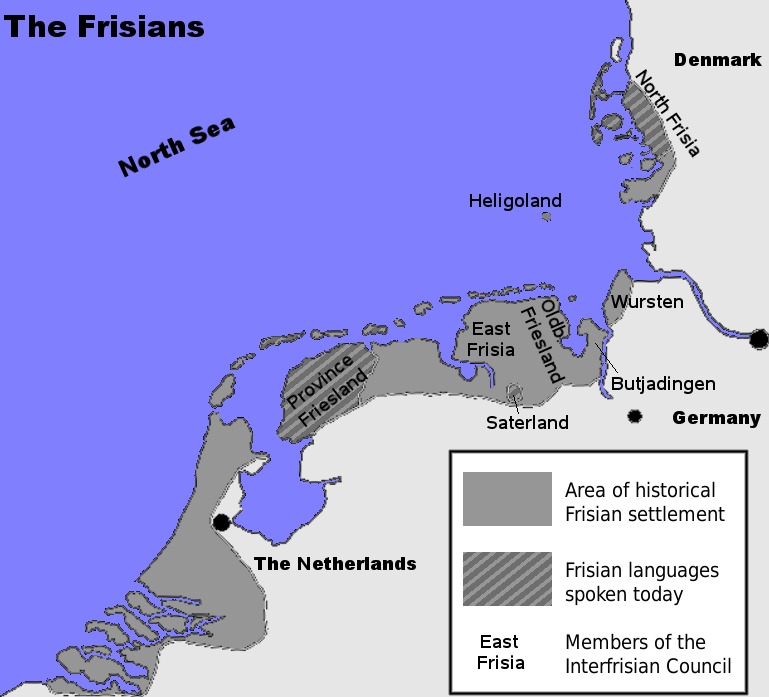
Leefgebied van de Friezen (6e eeuw)

Het jaar 501 is het 1e jaar in de 6e eeuw volgens de christelijke jaartelling.

## Gebeurtenissen

### Europa
- Koning Gundobad verslaat bij Vienne met hulp van de Visigoten zijn rivaliserende broer Godigisel. Hij wordt gevangengenomen en gedood in een ariaanse kerk. Gundobad wordt alleenheerser over het koninkrijk Bourgondië en benoemt zijn zoon Sigismund tot deelkoning van het gebied rond Genève (huidige Zwitserland).
- In deze tijd zijn de volkeren in de Lage Landen als volgt verdeeld:
  - De Friezen wonen van de Belgische kust, Zeeuws-Vlaanderen en de Nederlandse kust tot aan de monding van de Wezer (Duitsland).
  - De Saksen wonen in het oosten van Nederland in Drenthe, Overijssel en de Duitse deelstaat Westfalen.
  - De Franken wonen ten zuiden van de rivieren Maas en Rijn, met als machtscentrum Noord-Frankrijk.

### Italië
- Koning Theoderik de Grote en Anastasius I, keizer van het Byzantijnse Rijk, komen overeen om het oude gebruik van gezamenlijke promulgatie van consuls in ere te herstellen. Er worden dit jaar weer consuls benoemd in het Westen. Hoewel Anastasius graag beide consuls had gekozen, eist Theodorik het recht om de westelijke consul zelf te kiezen.
- Paus Symmachus wordt van diverse zaken beschuldigd. Theodorik de Grote roept een synode bijeen die hem uit zijn functie ontzet. Symmachus en de meeste westelijke bisschoppen zijn echter van mening dat ze niet de autoriteit hebben de paus te veroordelen.
- Theodorik de Grote installeert Laurentius in het Lateraanse paleis (Rome) als (tegen)paus van de Katholieke Kerk. Hierdoor ontstaat er een schisma (religieuze scheiding) tussen de aanhangers van Symmachus en Laurentius.

## Geboren
- Theudebert I, koning van Austrasië (waarschijnlijke datum)

## Overleden
- Godigisel (58), koning van de Bourgondiërs
- 25 april - Rusticus van Lyon, Frans aartsbisschop